# Kent Karlsson
Kent Karlsson (Arboga, Suecia, 25 de noviembre de 1945) y es un exfutbolista y actual entrenador sueco, que se desempeñó como defensa y que militó en diversos clubes de Suecia.

## Clubes
| Club           | País   | Año         |
| -------------- | ------ | ----------- |
| IFK Eskilstuna | Suecia | 1963 - 1966 |
| Åtvidabergs FF | Suecia | 1967 - 1976 |
| IFK Eskilstuna | Suecia | 1976 - 1980 |

## Selección nacional
Ha sido internacional con la Selección de fútbol de Suecia; donde jugó 38 partidos internacionales y no anotó goles por dicho seleccionado. Incluso participó con su selección, en 2 Copas Mundiales. La primera fue en Alemania Federal 1974, donde su selección logró avanzar a la segunda fase y la segunda fue en Argentina 1978, donde su selección quedó eliminado en primera fase.